# Friedrich Wilhelm Emil Bollmann
Friedrich Wilhelm Emil Bollmann, auch Emil Bollmann (* 24. März 1825 in Altstaßfurt; † 17. Februar 1892 in Quedlinburg), war ein deutscher Maler und Reproduktionsgrafiker.

## Leben
Bollmann studierte von 1842 bis 1844 an der Akademie in Dresden. Später war er Schüler von Ludwig Richter. Er war mehrfach auf den Dresdner Akademie-Ausstellungen mit Landschaftsmalerei und Zeichnungen vertreten. In den Jahren 1849 bis 1851 erhielt er mehrere Auszeichnungen für seine Landschaftsgemälde. Dennoch konnte er als Maler seinen Lebensunterhalt nicht bestreiten. So gab er die Malerei auf. Um 1850 folgte er Julius Thaeter von Dresden nach München und begann Kupferstiche, Radierungen und Lithographien herzustellen.
Seinen ersten größeren Auftrag erhielt Bollmann 1855, als ihn Thaeter an Carl Julius Milde empfahl, um die Stahlstiche für Mildes Lübecker ABC anzufertigen. Das Werk erschien in vier Lieferungen bis 1857. 1873 erschien die zweite Auflage.

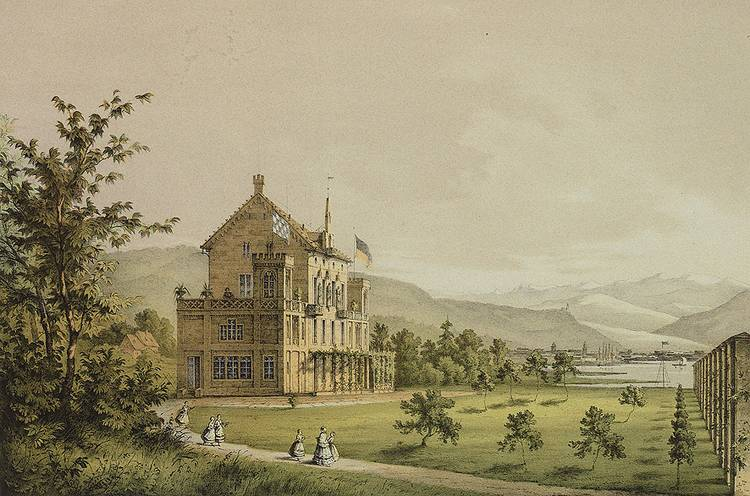
Villa Leuchtenberg, getönte Lithographie von Bollmann nach Zeichnungen des Architekten Anton Harrer, aus dem Album Erinnerungen an Lindau am Bodensee und dessen Umgebung, München um 1855

Bollmann fertigte auch die Kupferstiche nach Arnold Meermanns Ansichten von Landshut und seiner Veste Trausnitz. Für das Großprojekt Flora Brasiliensis von Carl Friedrich Philipp von Martius schuf er zahlreiche Lithographien.